# Dennis Bergkamp
Dennis Nicolaas Maria Bergkamp (Amsterdam, 10 maggio 1969) è un dirigente sportivo, allenatore di calcio ed ex calciatore olandese, di ruolo attaccante o centrocampista.
Considerato uno dei più forti giocatori della sua generazione, occupa la 34ª posizione nella speciale classifica dei migliori calciatori del XX secolo pubblicata dalla rivista World Soccer mentre nel marzo del 2004, Pelé lo ha anche inserito nella FIFA 100, la lista dei 125 migliori calciatori viventi, redatta in occasione del Centenario della FIFA. È stato inoltre inserito per quattro volte tra i primi dieci candidati alla vittoria del Pallone d'oro (1992, 1993, 1997, 1998) raggiungendo il podio in due occasioni, nel 1992 alle spalle di Hristo Stoičkov e del connazionale Marco Van Basten, e nel 1993 alle spalle del solo Roberto Baggio.

## Biografia
Nato in una famiglia di appassionati di calcio (tanto che fu deciso di chiamarlo Dennis in onore di Denis Law), durante l'infanzia era un ammiratore di Glenn Hoddle, allora giocatore del Tottenham Hotspur, ultimo dei quattro figli di Wim e Tonnie Bergkamp.
Dal matrimonio con Henrita sono nati quattro figli; sua figlia Estelle, nata nel 1996, ha una relazione con il giocatore della Nazionale Donny van de Beek. Bergkamp è noto per la sua paura di volare: ciò ha dato luogo ad uno dei suoi soprannomi Non-Flying Dutchman ("L'olandese non volante"), una variazione sul tema di Flying Dutchman. 
Per il suo talento e le qualità in campo mostrate nella sua lunga militanza all'Arsenal, fu, invece, soprannominato Mr. Class dai tifosi dei gunners.
Il figlio Mitchell, nato nel 1998, ha fatto tutta la trafila nelle giovanili dell’Almere City e nell’ottobre 2020 fa un provino con l’Arsenal.
Nel maggio del 2021 è stato inserito nella Hall of Fame della Premier League.

## Caratteristiche tecniche
Dotato di notevoli qualità tecniche, Bergkamp ha ricoperto principalmente i ruoli di trequartista e di seconda punta, in cui metteva a frutto il proprio estro, risultando difficile da marcare per via della sua tendenza a «svariare per tutto il campo». Era abile sia come finalizzatore che come assist-man.

## Carriera

### Giocatore

#### Club

##### Ajax

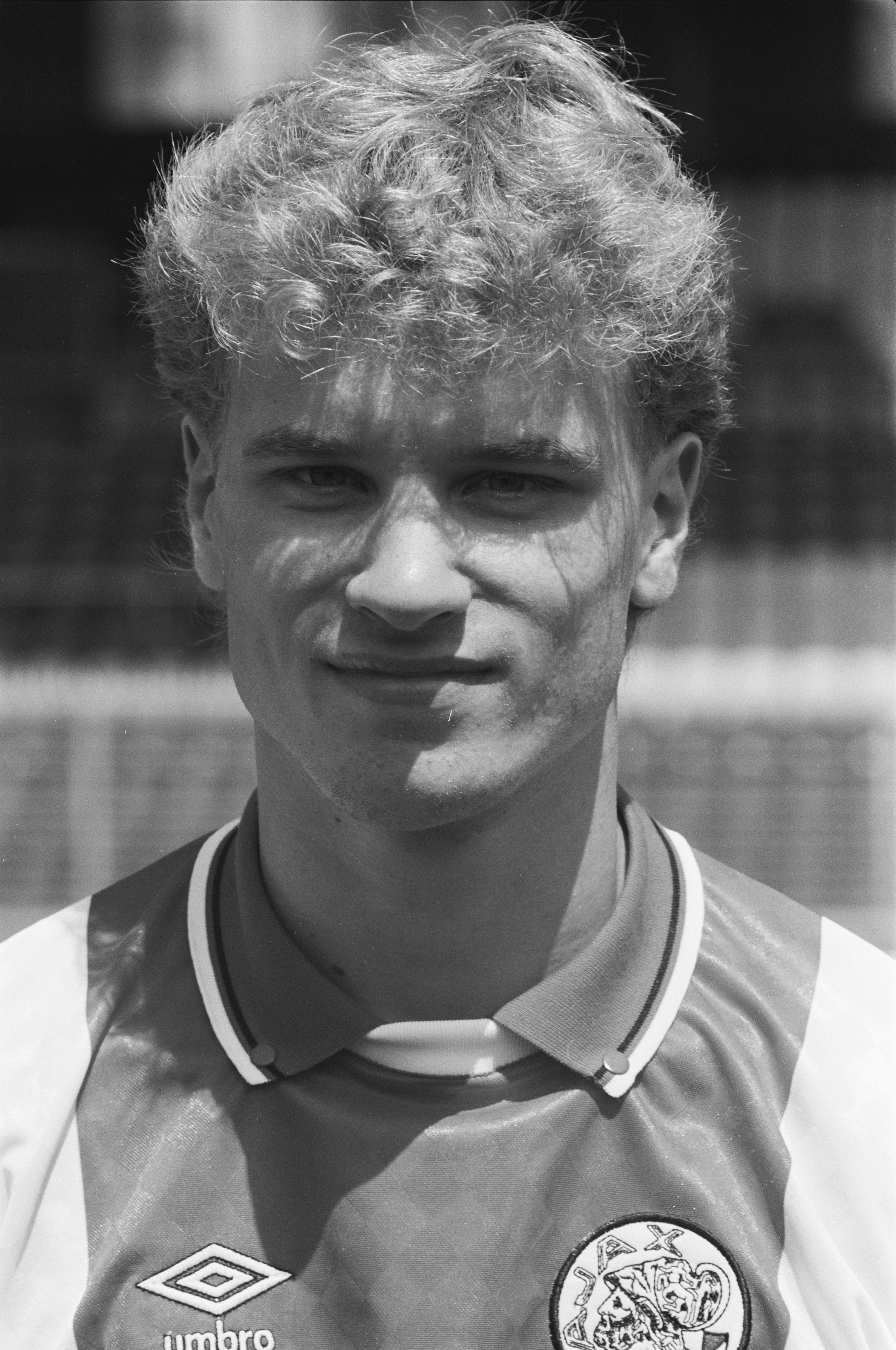
Un giovane Bergkamp nel 1989 con i Lancieri

Bergkamp muove i suoi primi passi nell'Ajax, in cui esordisce nel campionato 1986-87, mettendosi subito in luce per le sue qualità che in pochi anni lo portano a diventare il giocatore simbolo dei lancieri e conquistando anche per tre volte consecutive il titolo di capocannoniere del campionato olandese.
Bergkamp vince anche una Eredivisie nel 1990, per due volte la KNVB beker nel 1987 e nel 1993, una Johan Cruijff Schaal sempre nel 1993, una Coppa delle Coppe nel 1987 e una Coppa UEFA nel 1992 contro il Torino. In quest'ultima competizione dovette saltare la finale di ritorno e la conseguente festa con la squadra e i tifosi in Leidseplein a causa di un'infezione faringea, ma i compagni rimediarono portandogli la coppa in casa in piena notte. Bergkamp ha anche sfiorato la vittoria del Pallone d'oro in due occasioni: finì terzo nel 1992 dietro a Marco van Basten e Hristo Stoičkov e secondo nel 1993, preceduto da Roberto Baggio.

##### Inter

Bergkamp in azione con i Nerazzurri nel 1993

Nell'estate del 1993 viene acquistato dall'Inter per 18 miliardi di lire in coppia con il compagno di squadra Wim Jonk. Il periodo trascorso a Milano non è dei più facili per l'olandese: durante la stagione d'esordio non riesce ad andare in gol per sei mesi. Resta in Italia per due stagioni, non riuscendo quasi mai a esprimere appieno le proprie qualità dentro i confini nazionali; contribuisce però in maniera determinante in campo europeo, nella stagione in cui l'Inter vince la sua seconda Coppa UEFA del 1994, nella quale segna 8 gol in 11 partite (tra cui una tripletta contro il Rapid Bucarest), risultando capocannoniere della competizione.
Al termine dell'altalenante esperienza nerazzurra (nella quale riesce comunque a segnare 22 gol in 72 presenze totali con una media di 0,3 gol a partita), si trasferisce in Inghilterra all'Arsenal.

##### Arsenal
Pagato 19,2 miliardi di lire, in undici stagioni in Premier League Bergkamp dimostra tutto il proprio valore, diventando una colonna della squadra, con cui vince il campionato inglese nel 1998, 2002 e 2004, oltre a quattro FA Cup e quattro Community Shield. Nel 1998 viene eletto miglior calciatore del campionato inglese, aggiudicandosi sia il premio di giocatore dell'anno della FWA sia quello di Giocatore dell'anno della PFA. Divenne punto fermo dell'attacco dei Gunners, facendo coppia con giocatori del calibro di Ian Wright e Marc Overmars prima e di Thierry Henry poi.

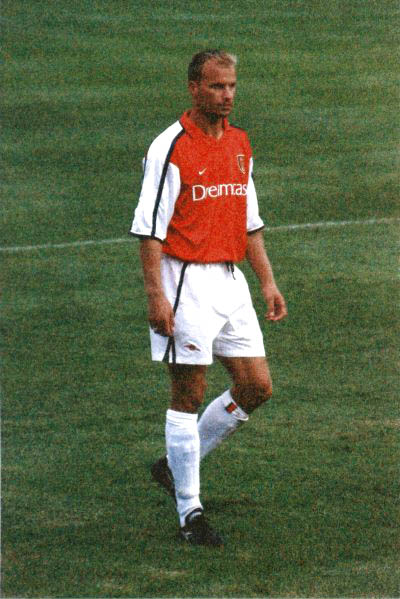
Bergkamp nel 2001 con la maglia dei Gunners

Il 22 luglio 2006 ha chiuso la carriera agonistica disputando un'amichevole contro l'Ajax, giocata nel nuovo stadio dell'Arsenal, l'Emirates Stadium. Il primo tempo è stato giocato dai giocatori all'epoca in forza alle due squadre, mentre al secondo hanno preso parte molte vecchie glorie di entrambi i club: Ian Wright, Patrick Vieira, Emmanuel Petit e David Seaman per l'Arsenal, Marco van Basten, Danny Blind, Johan Cruijff, Frank de Boer e Ronald de Boer per l'Ajax. L'Arsenal vinse la partita per 2-1 con gol di Thierry Henry e Nwankwo Kanu; Klaas-Jan Huntelaar aveva in precedenza sbloccato il punteggio per l'Ajax, segnando così il primo gol all'Emirates Stadium.

#### Nazionale
Con la nazionale olandese ha disputato 79 partite segnando 37 reti assestandosi al terzo posto dei goleador dietro a Robin van Persie (48) e Patrick Kluivert (40 goal).
Al campionato d'Europa 1992 in Svezia, gli Oranje sono tra i favoriti essendo i campioni in carica, ma in semifinale si devono arrendere ai rigori alla Danimarca, che vincerà il torneo battendo in finale la Germania; Bergkamp fu autore di grandi prestazioni, chiudendo il torneo da capocannoniere. Al campionato del mondo 1994 negli Stati Uniti, i Paesi Bassi giunsero fino ai quarti di finale, eliminati dai futuri campioni del Brasile; anche questa volta Bergkamp chiuse la competizione con tre gol. Due anni dopo, al campionato d'Europa 1996 in Inghilterra, gli olandesi furono eliminati ai quarti, ai tiri di rigore, dalla Francia; in questa edizione Bergkamp segnò un gol contro la Svizzera.

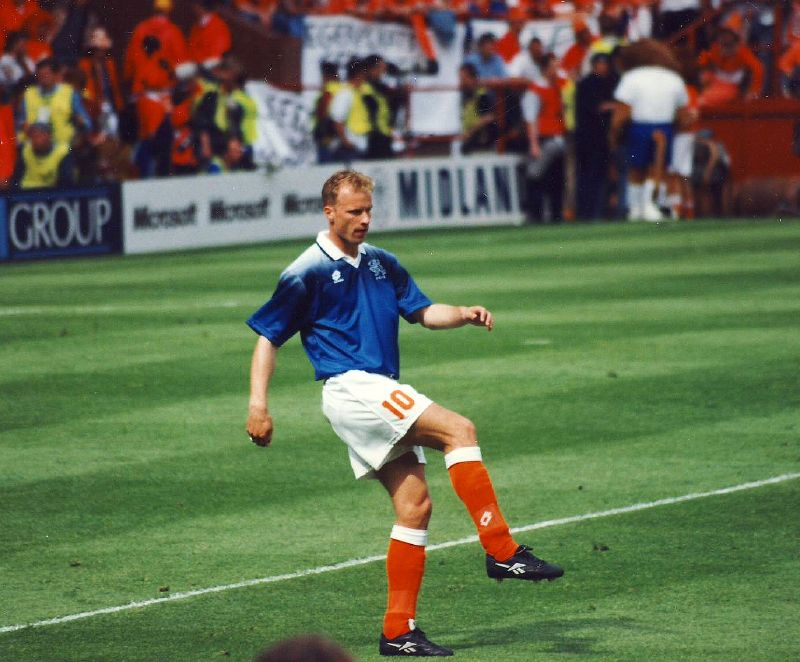
Bergkamp nel riscaldamento prepartita con gli Oranje durante il

Al campionato del mondo 1998 in Francia, gli Oranje furono eliminati in semifinale, ancora ai rigori, dal Brasile; Bergkamp fu autore di tre gol: il primo ai gironi nel 5-0 rifilato alla Corea del Sud, il secondo agli ottavi nel successo per 2-1 contro la Jugoslavia, mentre il terzo è divenuto una delle marcature più note del giocatore e precisamente quello decisivo messo a segno all'89º del quarto di finale contro l'Argentina: stoppato un lancio lungo di De Boer con eleganza, Bergkamp ha saltato fulmineamente Ayala calciando d'esterno in rete. Al campionato d'Europa 2000 i Paesi Bassi, paese ospitante assieme al Belgio, furono eliminati in semifinale, nuovamente ai rigori, dall'Italia, in una partita dove i giocatori olandesi fallirono ben cinque penalty (di cui due nall'arco dei tempi regolamentari) su sei; Bergkamp fu molto utilizzato, non segnò gol, ma giocò un grande europeo "sfornando" vari assist.
I migliori risultati di Bergkamp in nazionale sono stati due terzi posti all'Europeo, nel 1992 e nel 2000, e un quarto posto al Mondiale, nel 1998.

### Allenatore
Il 18 luglio 2008 diventa vice dell'Ajax prima con Marco van Basten e poi con David Endt. Il 26 ottobre è stato nominato assistente di Johan Neeskens per la selezione B della nazionale olandese. Il 30 giugno 2009 Neeskens passa al Galatasaray per fare il vice di Frank Rijkaard. Il 23 giugno 2009 diventa allenatore della selezione D-2. Il 3 gennaio 2011 diventa vice del nuovo allenatore Fred Grim per la selezione A-1. Lascia il ruolo il 30 giugno 2011 e viene sostituito da Ronald de Boer come vice di Grim e diventa il 1º luglio 2011 assistente tecnico di Frank de Boer in prima squadra.
Il 28 novembre 2011 Johan Cruijff, dirigente dell'Ajax, ha annunciato che avrebbe adito a vie legali ritenendo troppo alti gli ingaggi dei tre nuovi dirigenti Louis van Gaal, Martin Sturkenboom e Danny Blind. Bergkamp e altri allenatori delle giovanili hanno appoggiato il ricorso di Cruijff, che ha portato all'allontanamento di van Gaal e alle dimissioni del board il 7 febbraio 2012. Nei cinque anni trascorsi come assistente di de Boer, Bergkamp si è seduto in panchina durante le partite della prima squadra; sono arrivati tre scudetti nelle prime tre stagioni e con la perdita del quarto all'ultima giornata della stagione 2015-2016 de Boer e il club risolvono il contratto.
Il 29 giugno 2016 con la nomina di Peter Bosz come nuovo allenatore non è più stato impiegato come assistente in panchina e gli è stato assegnato il compito di seguire gli allenamenti e aiutare i giovani a inserirsi in prima squadra. Il 17 giugno 2017 con la nomina Marcel Keizer come tecnico ritorna nel ruolo di vice. Il 21 dicembre dopo i mediocri risultati di inizio stagione, Bergkamp, Keizer e l'altro assistente Hennie Spijkerman sono stati esonerati. Dopo una settimana con l’arrivo di Erik ten Hag alla guida dell’Ajax ritorna nello staff tecnico con il ruolo di tecnico individuale.
Dal 21 marzo 2019 al martedì e al giovedì sostituisce negli allenamenti il tecnico dello Jong Almere City Ivar van Dinteren, impegnato a fare da vice a Ole Tobiasen in prima squadra; ha avuto così modo di allenare anche suo figlio Mitchell.

## Statistiche
Tra club e nazionale maggiore, Bergkamp ha giocato 813 partite segnando 301 reti, alla media di 0,37 gol a partita.

### Presenze e reti nei club
Statistiche aggiornate al termine della carriera da calciatore.
| Stagione        | Squadra         | Campionato      | Campionato | Campionato | Coppe nazionali | Coppe nazionali | Coppe nazionali | Coppe continentali | Coppe continentali | Coppe continentali | Altre coppe | Altre coppe | Altre coppe | Totale | Totale |
| Stagione        | Squadra         | Comp            | Pres       | Reti       | Comp            | Pres            | Reti            | Comp               | Pres               | Reti               | Comp        | Pres        | Reti        | Pres   | Reti   |
| --------------- | --------------- | --------------- | ---------- | ---------- | --------------- | --------------- | --------------- | ------------------ | ------------------ | ------------------ | ----------- | ----------- | ----------- | ------ | ------ |
| 1986-1987       | Ajax            | ED              | 14         | 2          | CO              | 5               | 0               | CdC                | 4                  | 0                  | -           | -           | -           | 23     | 2      |
| 1987-1988       | Ajax            | ED              | 25         | 5          | CO              | 1               | 0               | CdC                | 6                  | 1                  | SU          | 2           | 0           | 34     | 6      |
| 1988-1989       | Ajax            | ED              | 30         | 13         | CO              | 3               | 3               | CU                 | 1                  | 0                  | -           | -           | -           | 34     | 16     |
| 1989-1990       | Ajax            | ED              | 25         | 8          | CO              | 2               | 1               | CU                 | 1                  | 0                  | -           | -           | -           | 28     | 9      |
| 1990-1991       | Ajax            | ED              | 33         | 25         | CO              | 3               | 1               | -                  | -                  | -                  | -           | -           | -           | 36     | 26     |
| 1991-1992       | Ajax            | ED              | 30         | 24         | CO              | 3               | 0               | CU                 | 11                 | 6                  | -           | -           | -           | 44     | 30     |
| 1992-1993       | Ajax            | ED              | 28         | 26         | CO              | 4               | 4               | CU                 | 8                  | 3                  | -           | -           | -           | 40     | 33     |
| Totale Ajax     | Totale Ajax     | Totale Ajax     | 185        | 103        |                 | 21              | 9               |                    | 31                 | 10                 |             | 2           | 0           | 239    | 122    |
| 1993-1994       | Inter           | A               | 31         | 8          | CI              | 6               | 2               | CU                 | 11                 | 8                  | -           | -           | -           | 48     | 18     |
| 1994-1995       | Inter           | A               | 21         | 3          | CI              | 1               | 0               | CU                 | 2                  | 1                  | -           | -           | -           | 24     | 4      |
| Totale Inter    | Totale Inter    | Totale Inter    | 52         | 11         |                 | 7               | 2               |                    | 13                 | 9                  |             | -           | -           | 72     | 22     |
| 1995-1996       | Arsenal         | PL              | 33         | 11         | FACup+CdL       | 1+7             | 0+5             | -                  | -                  | -                  | -           | -           | -           | 41     | 16     |
| 1996-1997       | Arsenal         | PL              | 29         | 12         | FACup+CdL       | 2+2             | 1+1             | CU                 | 1                  | 0                  | -           | -           | -           | 34     | 14     |
| 1997-1998       | Arsenal         | PL              | 28         | 16         | FACup+CdL       | 7+4             | 3+2             | CU                 | 1                  | 1                  | -           | -           | -           | 40     | 22     |
| 1998-1999       | Arsenal         | PL              | 29         | 12         | FACup+CdL       | 6+1             | 3+0             | UCL                | 3                  | 1                  | CS          | 1           | 0           | 40     | 16     |
| 1999-2000       | Arsenal         | PL              | 28         | 6          | -               | -               | -               | CU                 | 11                 | 4                  | -           | -           | -           | 39     | 10     |
| 2000-2001       | Arsenal         | PL              | 25         | 3          | FACup+CdL       | 5+0             | 1+0             | UCL                | 5                  | 1                  | -           | -           | -           | 35     | 5      |
| 2001-2002       | Arsenal         | PL              | 33         | 9          | FACup+CdL       | 6+1             | 3+0             | UCL                | 6                  | 2                  | -           | -           | -           | 46     | 14     |
| 2002-2003       | Arsenal         | PL              | 29         | 4          | FACup+CdL       | 4+0             | 2+0             | UCL                | 7                  | 1                  | CS          | 1           | 0           | 41     | 7      |
| 2003-2004       | Arsenal         | PL              | 28         | 4          | FACup+CdL       | 3+0             | 1+0             | UCL                | 6                  | 0                  | CS          | 1           | 0           | 38     | 5      |
| 2004-2005       | Arsenal         | PL              | 29         | 8          | FACup+CdL       | 4+0             | 0               | UCL                | 4                  | 0                  | CS          | 1           | 0           | 38     | 8      |
| 2005-2006       | Arsenal         | PL              | 24         | 2          | FACup+CdL       | 1+1             | 0               | UCL                | 4                  | 1                  | CS          | 1           | 0           | 31     | 3      |
| Totale Arsenal  | Totale Arsenal  | Totale Arsenal  | 315        | 87         |                 | 39+16           | 14+8            |                    | 48                 | 11                 |             | 5           | 0           | 423    | 120    |
| Totale carriera | Totale carriera | Totale carriera | 552        | 201        |                 | 83              | 33              |                    | 92                 | 30                 |             | 7           | 0           | 734    | 264    |

### Cronologia presenze e reti in nazionale
| Cronologia completa delle presenze e delle reti in nazionale ― Paesi Bassi | Cronologia completa delle presenze e delle reti in nazionale ― Paesi Bassi | Cronologia completa delle presenze e delle reti in nazionale ― Paesi Bassi | Cronologia completa delle presenze e delle reti in nazionale ― Paesi Bassi | Cronologia completa delle presenze e delle reti in nazionale ― Paesi Bassi | Cronologia completa delle presenze e delle reti in nazionale ― Paesi Bassi | Cronologia completa delle presenze e delle reti in nazionale ― Paesi Bassi | Cronologia completa delle presenze e delle reti in nazionale ― Paesi Bassi |
| Data                                                                       | Città                                                                      | In casa                                                                    | Risultato                                                                  | Ospiti                                                                     | Competizione                                                               | Reti                                                                       | Note                                                                       |
| -------------------------------------------------------------------------- | -------------------------------------------------------------------------- | -------------------------------------------------------------------------- | -------------------------------------------------------------------------- | -------------------------------------------------------------------------- | -------------------------------------------------------------------------- | -------------------------------------------------------------------------- | -------------------------------------------------------------------------- |
| 26-9-1990                                                                  | Palermo                                                                    | Italia                                                                     | 1 – 0                                                                      | Paesi Bassi                                                                | Amichevole                                                                 | -                                                                          |                                                                            |
| 17-10-1990                                                                 | Porto                                                                      | Portogallo                                                                 | 1 – 0                                                                      | Paesi Bassi                                                                | Qual. Euro 1992                                                            | -                                                                          |                                                                            |
| 21-11-1990                                                                 | Rotterdam                                                                  | Paesi Bassi                                                                | 2 – 0                                                                      | Grecia                                                                     | Qual. Euro 1992                                                            | 1                                                                          |                                                                            |
| 19-12-1990                                                                 | Ta' Qali                                                                   | Malta                                                                      | 0 – 8                                                                      | Paesi Bassi                                                                | Qual. Euro 1992                                                            | 2                                                                          |                                                                            |
| 13-3-1991                                                                  | Rotterdam                                                                  | Paesi Bassi                                                                | 1 – 0                                                                      | Malta                                                                      | Qual. Euro 1992                                                            | -                                                                          |                                                                            |
| 17-4-1991                                                                  | Rotterdam                                                                  | Paesi Bassi                                                                | 2 – 0                                                                      | Finlandia                                                                  | Qual. Euro 1992                                                            | -                                                                          |                                                                            |
| 11-9-1991                                                                  | Eindhoven                                                                  | Paesi Bassi                                                                | 1 – 1                                                                      | Polonia                                                                    | Amichevole                                                                 | 1                                                                          |                                                                            |
| 16-10-1991                                                                 | Rotterdam                                                                  | Paesi Bassi                                                                | 1 – 0                                                                      | Portogallo                                                                 | Qual. Euro 1992                                                            | -                                                                          |                                                                            |
| 4-12-1991                                                                  | Salonicco                                                                  | Grecia                                                                     | 0 – 2                                                                      | Paesi Bassi                                                                | Qual. Euro 1992                                                            | 1                                                                          |                                                                            |
| 12-2-1992                                                                  | Faro                                                                       | Portogallo                                                                 | 2 – 0                                                                      | Paesi Bassi                                                                | Amichevole                                                                 | -                                                                          |                                                                            |
| 27-5-1992                                                                  | Sittard                                                                    | Paesi Bassi                                                                | 3 – 2                                                                      | Austria                                                                    | Amichevole                                                                 | 1                                                                          |                                                                            |
| 30-5-1992                                                                  | Utrecht                                                                    | Paesi Bassi                                                                | 4 – 0                                                                      | Galles                                                                     | Amichevole                                                                 | -                                                                          |                                                                            |
| 5-6-1992                                                                   | Lens                                                                       | Francia                                                                    | 1 – 1                                                                      | Paesi Bassi                                                                | Amichevole                                                                 | -                                                                          |                                                                            |
| 12-6-1992                                                                  | Göteborg                                                                   | Paesi Bassi                                                                | 1 – 0                                                                      | Scozia                                                                     | Euro 1992 - 1º turno                                                       | 1                                                                          |                                                                            |
| 15-6-1992                                                                  | Göteborg                                                                   | Paesi Bassi                                                                | 0 – 0                                                                      | Comunità degli Stati Indipendenti                                          | Euro 1992 - 1º turno                                                       | -                                                                          |                                                                            |
| 18-6-1992                                                                  | Göteborg                                                                   | Paesi Bassi                                                                | 3 – 1                                                                      | Germania                                                                   | Euro 1992 - 1º turno                                                       | 1                                                                          |                                                                            |
| 22-6-1992                                                                  | Göteborg                                                                   | Paesi Bassi                                                                | 2 – 2 dts (4 – 5 dtr)                                                      | Danimarca                                                                  | Euro 1992 - Semifinale                                                     | 1                                                                          |                                                                            |
| 9-9-1992                                                                   | Rotterdam                                                                  | Paesi Bassi                                                                | 2 – 3                                                                      | Italia                                                                     | Amichevole                                                                 | 2                                                                          |                                                                            |
| 23-9-1992                                                                  | Oslo                                                                       | Norvegia                                                                   | 2 – 1                                                                      | Paesi Bassi                                                                | Qual. Mondiali 1994                                                        | 1                                                                          |                                                                            |
| 14-10-1992                                                                 | Rotterdam                                                                  | Paesi Bassi                                                                | 2 – 2                                                                      | Polonia                                                                    | Qual. Mondiali 1994                                                        | -                                                                          |                                                                            |
| 24-2-1993                                                                  | Utrecht                                                                    | Paesi Bassi                                                                | 3 – 1                                                                      | Turchia                                                                    | Qual. Mondiali 1994                                                        | -                                                                          |                                                                            |
| 28-4-1993                                                                  | Londra                                                                     | Inghilterra                                                                | 2 – 2                                                                      | Paesi Bassi                                                                | Qual. Mondiali 1994                                                        | 1                                                                          |                                                                            |
| 9-6-1993                                                                   | Rotterdam                                                                  | Paesi Bassi                                                                | 0 – 0                                                                      | Norvegia                                                                   | Qual. Mondiali 1994                                                        | -                                                                          |                                                                            |
| 22-9-1993                                                                  | Bologna                                                                    | San Marino                                                                 | 0 – 7                                                                      | Paesi Bassi                                                                | Qual. Mondiali 1994                                                        | -                                                                          |                                                                            |
| 13-10-1993                                                                 | Rotterdam                                                                  | Paesi Bassi                                                                | 2 – 0                                                                      | Inghilterra                                                                | Qual. Mondiali 1994                                                        | 1                                                                          |                                                                            |
| 17-11-1993                                                                 | Poznań                                                                     | Polonia                                                                    | 1 – 3                                                                      | Paesi Bassi                                                                | Qual. Mondiali 1994                                                        | 2                                                                          |                                                                            |
| 19-1-1994                                                                  | Tunisi                                                                     | Tunisia                                                                    | 2 – 2                                                                      | Paesi Bassi                                                                | Amichevole                                                                 | -                                                                          |                                                                            |
| 23-3-1994                                                                  | Glasgow                                                                    | Scozia                                                                     | 1 – 0                                                                      | Paesi Bassi                                                                | Amichevole                                                                 | -                                                                          |                                                                            |
| 20-4-1994                                                                  | Tilburg                                                                    | Irlanda                                                                    | 1 – 0                                                                      | Paesi Bassi                                                                | Amichevole                                                                 | -                                                                          |                                                                            |
| 1-6-1994                                                                   | Eindhoven                                                                  | Paesi Bassi                                                                | 7 – 1                                                                      | Ungheria                                                                   | Amichevole                                                                 | 2                                                                          |                                                                            |
| 12-6-1994                                                                  | Toronto                                                                    | Canada                                                                     | 0 – 3                                                                      | Paesi Bassi                                                                | Amichevole                                                                 | 1                                                                          |                                                                            |
| 20-6-1994                                                                  | Washington                                                                 | Paesi Bassi                                                                | 2 – 1                                                                      | Arabia Saudita                                                             | Mondiali 1994 - 1º turno                                                   | -                                                                          |                                                                            |
| 25-6-1994                                                                  | Orlando                                                                    | Belgio                                                                     | 1 – 0                                                                      | Paesi Bassi                                                                | Mondiali 1994 - 1º turno                                                   | -                                                                          |                                                                            |
| 29-6-1994                                                                  | Orlando                                                                    | Marocco                                                                    | 1 – 2                                                                      | Paesi Bassi                                                                | Mondiali 1994 - 1º turno                                                   | 1                                                                          |                                                                            |
| 4-7-1994                                                                   | Orlando                                                                    | Paesi Bassi                                                                | 2 – 0                                                                      | Irlanda                                                                    | Mondiali 1994 - Ottavi di finale                                           | 1                                                                          |                                                                            |
| 9-7-1994                                                                   | Dallas                                                                     | Paesi Bassi                                                                | 2 – 3                                                                      | Brasile                                                                    | Mondiali 1994 - Quarti di finale                                           | 1                                                                          |                                                                            |
| 12-10-1994                                                                 | Oslo                                                                       | Norvegia                                                                   | 1 – 1                                                                      | Paesi Bassi                                                                | Qual. Euro 1996                                                            | -                                                                          |                                                                            |
| 22-2-1995                                                                  | Eindhoven                                                                  | Paesi Bassi                                                                | 0 – 1                                                                      | Portogallo                                                                 | Amichevole                                                                 | -                                                                          |                                                                            |
| 29-3-1995                                                                  | Rotterdam                                                                  | Paesi Bassi                                                                | 4 – 0                                                                      | Malta                                                                      | Qual. Euro 1996                                                            | 1                                                                          |                                                                            |
| 6-9-1995                                                                   | Rotterdam                                                                  | Paesi Bassi                                                                | 1 – 0                                                                      | Bielorussia                                                                | Qual. Euro 1996                                                            | -                                                                          |                                                                            |
| 15-11-1995                                                                 | Rotterdam                                                                  | Paesi Bassi                                                                | 3 – 0                                                                      | Norvegia                                                                   | Qual. Euro 1996                                                            | -                                                                          |                                                                            |
| 13-12-1995                                                                 | Liverpool                                                                  | Irlanda                                                                    | 0 – 2                                                                      | Paesi Bassi                                                                | Qual. Euro 1996                                                            | -                                                                          |                                                                            |
| 24-4-1996                                                                  | Rotterdam                                                                  | Paesi Bassi                                                                | 0 – 1                                                                      | Germania                                                                   | Amichevole                                                                 | -                                                                          |                                                                            |
| 29-5-1996                                                                  | Tilburg                                                                    | Paesi Bassi                                                                | 2 – 0                                                                      | Cina                                                                       | Amichevole                                                                 | -                                                                          |                                                                            |
| 4-6-1996                                                                   | Rotterdam                                                                  | Paesi Bassi                                                                | 3 – 1                                                                      | Irlanda                                                                    | Amichevole                                                                 | 1                                                                          |                                                                            |
| 10-6-1996                                                                  | Birmingham                                                                 | Paesi Bassi                                                                | 0 – 0                                                                      | Scozia                                                                     | Euro 1996 - 1º turno                                                       | -                                                                          |                                                                            |
| 13-6-1996                                                                  | Birmingham                                                                 | Svizzera                                                                   | 0 – 2                                                                      | Paesi Bassi                                                                | Euro 1996 - 1º turno                                                       | 1                                                                          |                                                                            |
| 18-6-1996                                                                  | Londra                                                                     | Inghilterra                                                                | 4 – 1                                                                      | Paesi Bassi                                                                | Euro 1996 - 1º turno                                                       | -                                                                          |                                                                            |
| 22-6-1996                                                                  | Londra                                                                     | Francia                                                                    | 0 – 0 dts (5 – 4 dtr)                                                      | Paesi Bassi                                                                | Euro 1996 - Quarti di finale                                               | -                                                                          |                                                                            |
| 31-8-1996                                                                  | Amsterdam                                                                  | Paesi Bassi                                                                | 2 – 2                                                                      | Brasile                                                                    | Amichevole                                                                 | -                                                                          |                                                                            |
| 9-11-1996                                                                  | Eindhoven                                                                  | Paesi Bassi                                                                | 7 – 1                                                                      | Galles                                                                     | Qual. Mondiali 1998                                                        | 3                                                                          |                                                                            |
| 14-12-1996                                                                 | Bruxelles                                                                  | Belgio                                                                     | 0 – 3                                                                      | Paesi Bassi                                                                | Qual. Mondiali 1998                                                        | 1                                                                          |                                                                            |
| 26-2-1997                                                                  | Saint-Denis                                                                | Francia                                                                    | 2 – 1                                                                      | Paesi Bassi                                                                | Amichevole                                                                 | 1                                                                          |                                                                            |
| 29-3-1997                                                                  | Amsterdam                                                                  | Paesi Bassi                                                                | 4 – 0                                                                      | San Marino                                                                 | Qual. Mondiali 1998                                                        | -                                                                          |                                                                            |
| 30-4-1997                                                                  | Serravalle                                                                 | San Marino                                                                 | 0 – 6                                                                      | Paesi Bassi                                                                | Qual. Mondiali 1998                                                        | 2                                                                          |                                                                            |
| 6-9-1997                                                                   | Rotterdam                                                                  | Paesi Bassi                                                                | 3 – 1                                                                      | Belgio                                                                     | Qual. Mondiali 1998                                                        | 1                                                                          |                                                                            |
| 11-10-1997                                                                 | Amsterdam                                                                  | Paesi Bassi                                                                | 0 – 0                                                                      | Turchia                                                                    | Qual. Mondiali 1998                                                        | -                                                                          |                                                                            |
| 13-6-1998                                                                  | Saint-Denis                                                                | Paesi Bassi                                                                | 0 – 0                                                                      | Belgio                                                                     | Mondiali 1998 - 1º turno                                                   | -                                                                          |                                                                            |
| 20-6-1998                                                                  | Marsiglia                                                                  | Paesi Bassi                                                                | 5 – 0                                                                      | Corea del Sud                                                              | Mondiali 1998 - 1º turno                                                   | 1                                                                          |                                                                            |
| 25-6-1998                                                                  | Saint-Étienne                                                              | Paesi Bassi                                                                | 2 – 2                                                                      | Messico                                                                    | Mondiali 1998 - 1º turno                                                   | -                                                                          |                                                                            |
| 29-6-1998                                                                  | Tolosa                                                                     | Paesi Bassi                                                                | 2 – 1                                                                      | Jugoslavia                                                                 | Mondiali 1998 - Ottavi di finale                                           | 1                                                                          |                                                                            |
| 4-7-1998                                                                   | Marsiglia                                                                  | Paesi Bassi                                                                | 2 – 1                                                                      | Argentina                                                                  | Mondiali 1998 - Quarti di finale                                           | 1                                                                          |                                                                            |
| 7-7-1998                                                                   | Marsiglia                                                                  | Brasile                                                                    | 1 – 1 dts (4 – 2 dtr)                                                      | Paesi Bassi                                                                | Mondiali 1998 - Semifinali                                                 | -                                                                          |                                                                            |
| 11-7-1998                                                                  | Parigi                                                                     | Paesi Bassi                                                                | 1 – 2                                                                      | Croazia                                                                    | Mondiali 1998 - Finale 3º posto                                            | -                                                                          |                                                                            |
| 10-10-1998                                                                 | Eindhoven                                                                  | Paesi Bassi                                                                | 2 – 0                                                                      | Perù                                                                       | Amichevole                                                                 | -                                                                          |                                                                            |
| 13-10-1998                                                                 | Arnhem                                                                     | Paesi Bassi                                                                | 0 – 0                                                                      | Ghana                                                                      | Amichevole                                                                 | -                                                                          |                                                                            |
| 10-2-1999                                                                  | Parigi                                                                     | Portogallo                                                                 | 0 – 0                                                                      | Paesi Bassi                                                                | Amichevole                                                                 | -                                                                          |                                                                            |
| 31-3-1999                                                                  | Amsterdam                                                                  | Paesi Bassi                                                                | 1 – 1                                                                      | Argentina                                                                  | Amichevole                                                                 | -                                                                          |                                                                            |
| 4-9-1999                                                                   | Rotterdam                                                                  | Paesi Bassi                                                                | 5 – 5                                                                      | Belgio                                                                     | Amichevole                                                                 | -                                                                          |                                                                            |
| 9-10-1999                                                                  | Amsterdam                                                                  | Paesi Bassi                                                                | 2 – 2                                                                      | Brasile                                                                    | Amichevole                                                                 | 1                                                                          |                                                                            |
| 13-11-1999                                                                 | Eindhoven                                                                  | Paesi Bassi                                                                | 1 – 1                                                                      | Rep. Ceca                                                                  | Amichevole                                                                 | -                                                                          |                                                                            |
| 26-4-2000                                                                  | Arnhem                                                                     | Paesi Bassi                                                                | 0 – 0                                                                      | Scozia                                                                     | Amichevole                                                                 | -                                                                          |                                                                            |
| 27-5-2000                                                                  | Amsterdam                                                                  | Paesi Bassi                                                                | 2 – 1                                                                      | Romania                                                                    | Amichevole                                                                 | -                                                                          |                                                                            |
| 4-6-2000                                                                   | Losanna                                                                    | Polonia                                                                    | 1 – 3                                                                      | Paesi Bassi                                                                | Amichevole                                                                 | -                                                                          |                                                                            |
| 11-6-2000                                                                  | Amsterdam                                                                  | Paesi Bassi                                                                | 1 – 0                                                                      | Rep. Ceca                                                                  | Euro 2000 - 1º turno                                                       | -                                                                          |                                                                            |
| 16-6-2000                                                                  | Rotterdam                                                                  | Paesi Bassi                                                                | 3 – 0                                                                      | Danimarca                                                                  | Euro 2000 - 1º turno                                                       | -                                                                          |                                                                            |
| 21-6-2000                                                                  | Amsterdam                                                                  | Paesi Bassi                                                                | 3 – 2                                                                      | Francia                                                                    | Euro 2000 - 1º turno                                                       | -                                                                          |                                                                            |
| 25-6-2000                                                                  | Rotterdam                                                                  | Paesi Bassi                                                                | 6 – 1                                                                      | Jugoslavia                                                                 | Euro 2000 - Quarti di finale                                               | -                                                                          |                                                                            |
| 29-6-2000                                                                  | Amsterdam                                                                  | Paesi Bassi                                                                | 0 – 0 dts (1 – 3 dtr)                                                      | Italia                                                                     | Euro 2000 - Semifinali                                                     | -                                                                          |                                                                            |
| Totale                                                                     |                                                                            | Presenze                                                                   | 79                                                                         |                                                                            | Reti (5º posto)                                                            | 37                                                                         |                                                                            |

## Palmarès

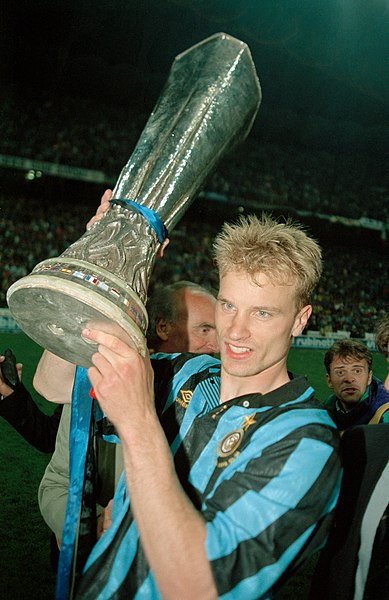
Bergkamp posa con il trofeo della Coppa UEFA 1993-1994 vinta all'Inter, cui l'olandese contribuì da capocannoniere dell'edizione.

### Giocatore

#### Club

##### Competizioni nazionali
- Coppa dei Paesi Bassi: 2

Ajax: 1986-1987, 1992-1993
- Campionato olandese: 1

Ajax: 1989-1990
- Supercoppa dei Paesi Bassi: 1

Ajax: 1993
- Campionato inglese: 3

Arsenal: 1997-1998, 2001-2002, 2003-2004
- Coppa d'Inghilterra: 4

Arsenal: 1997-1998, 2001-2002, 2002-2003, 2004-2005
- Charity/Community Shield: 3

Arsenal: 1998, 2002, 2004

##### Competizioni internazionali
- Coppa delle Coppe: 1

Ajax: 1986-1987
- Coppa UEFA: 2

Ajax: 1991-1992
Inter: 1993-1994

#### Individuale
- Miglior talento dell'anno in Eredivisie: 1

1990
- Calciatore olandese dell'anno: 2

1991, 1992
- Capocannoniere dell'Eredivisie: 3

1990-1991 (25 gol), 1991-1992 (22 gol), 1992-1993 (26 gol)
- Squadra ideale del campionato europeo: 1

Svezia 1992
- Capocannoniere del campionato europeo di calcio: 1

Svezia 1992 (3 gol, ex aequo con Karl-Heinz Riedle, Henrik Larsen e Tomas Brolin)
- Capocannoniere della Coppa UEFA: 1

1993-1994 (8 gol)
- Miglior giocatore della Coppa UEFA: 1

1993-1994
- Giocatore dell'anno della PFA: 1

1998
- Candidato al Dream Team del Pallone d'oro (2020)